# Phtheochroa circina
Phtheochroa circina es una especie de polilla de la familia Tortricidae. 

## Distribución
Se encuentra en Sinaloa, México.